# Струп
Струп (разг. боля́чка) — корочка, покрывающая поверхность раны, ожога, ссадины, образованная свернувшейся кровью, гноем и отмершими тканями. Защищает рану от попадания микроорганизмов, грязи. В процессе заживления рана эпителизируется и струп отпадает.

## Этиология
- Смешанные (комбинация нескольких причин).

После формировки фибринового тромба, который плотно закупоривает рану и стенку повреждённого сосуда, на поверхности раны появляется корка из свернувшейся крови. Подсыхая, она превращается в струп. После отпадает, и рана покрывается кожей.

## Патогенез
Согласно современным взглядам на лечение ран, наличие сухого струпа на ране ухудшает её заживление: увеличивается время и следы от раны.
Однако нельзя не оценить значение струпа в лечении ожоговой болезни открытым методом: при некоторых степенях ожога препятствует нагноению и создаёт благоприятные условия для заживления ожога.

## Диагностика
Визуальный контроль без использования специальной аппаратуры.

## Лечение
Некротомия (иссечение струпа, в том числе и ампутация). Показана для очищения раны при наличии некротических тканей или устранения некротизированого участка конечности. В остальных случаях лечение, как правило, не требуется.